# Stenasellus covillae
Stenasellus covillae là một loài chân đều trong họ Stenasellidae. Loài này được Magniez miêu tả khoa học năm 1987.